# Formica calviceps
Formica calviceps es una especie de hormiga del género Formica, familia Formicidae. Fue descrita científicamente por Cole en 1954.
Se distribuye por México y los Estados Unidos. Se ha encontrado a elevaciones de hasta 2362 metros.